# Şehzade Ömer Faruk

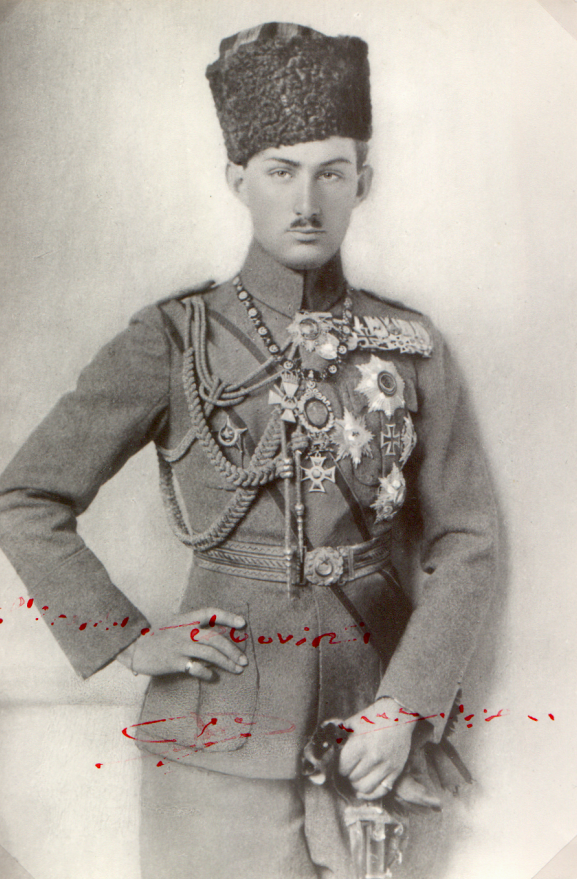
Şehzade Ömer Faruk in Militäruniform

Şehzade Ömer Faruk (* 27. Februar 1898 in Istanbul; † 28. März 1969 in Kairo) war ein osmanischer Prinz („Şehzade“). Er war Sohn des letzten Kalifen Abdülmecid II. sowie Sohn des Cousins des letzten Sultans Mehmed VI., dessen Schwiegersohn er später wurde.

## Leben
Şehzade Ömer Faruk wurde 1898 im Ortaköy-Palast als Sohn von Kalif Abdülmecid II. und Şehsuvar Hanım geboren. Seine jüngere Halbschwester war Dürrüşehvar Sultan.
Ömer Faruk wurde anfangs von Salih Keramet Bey unterrichtet, dem Sohn der osmanischen Dichterin Nigar Hanım, und besuchte dann das Galatasaray-Gymnasium. Im Alter von 11 Jahren schickte man ihn zum Erlernen von Sprachen nach Europa, wo er in Wien das 1751 von Maria Theresia gegründete Theresianum besuchen sollte. Nach einem Besuch zum Gebet in der Kammer des Heiligen Mantels im Topkapı-Palast machte sich Şehzade Ömer Faruk auf den Weg nach Wien. Begleitet wurde er von seinem Lehrer Salih Keramet Bey, der ihn auch bei der Akademie anmeldete. Der Prinz verbrachte mehrere Jahre in Wien. Neben einer Militärausbildung lernte er auch viele handwerkliche Fertigkeiten. Nach einigen Jahren wechselte er an die Preußische Kriegsakademie in Potsdam, die der junge Prinz als preußischer Offizier abschloss.
Im Ersten Weltkrieg kämpfte der osmanische Prinz für die Deutschen. Zuerst war er in Galizien stationiert, dann kämpfte er bei Verdun. Für seine Verdienste wurde er von Kaiser Wilhelm II. erst mit dem Roten Adlerorden ausgezeichnet, später mit dem eisernen Kreuz 1. Klasse. Der Kaiser schenkte ihm außerdem ein goldenes Zigarettenetui und übersandte eine Fotografie von sich.
Nach der verlorenen Schlacht bei Verdun kehrte Ömer Faruk nach Potsdam zurück und wurde dem 1. Garde-Regiment zu Fuß zugeteilt. Dem Leibregiment gehörten vor allem alle preußischen Könige und Prinzen an. Über die Voraussetzung einer Mindestgröße von 1,95 Metern wurde dabei großzügig hinweggesehen. Auch preußische Prinzen, die nicht die Mindestgröße erfüllten, durften Mitglied des Regiments werden. Allerdings durften sie nicht an Paraden teilnehmen, doch auch hier wurde dem osmanischen Prinzen mit einer Größe von 1,85 Metern eine Ausnahme gewährt. Şehzade Ömer Faruk galt auch als guter Sportler und spielte von 1919 bis 1924 für den Fußballklub Fenerbahçe Istanbul.

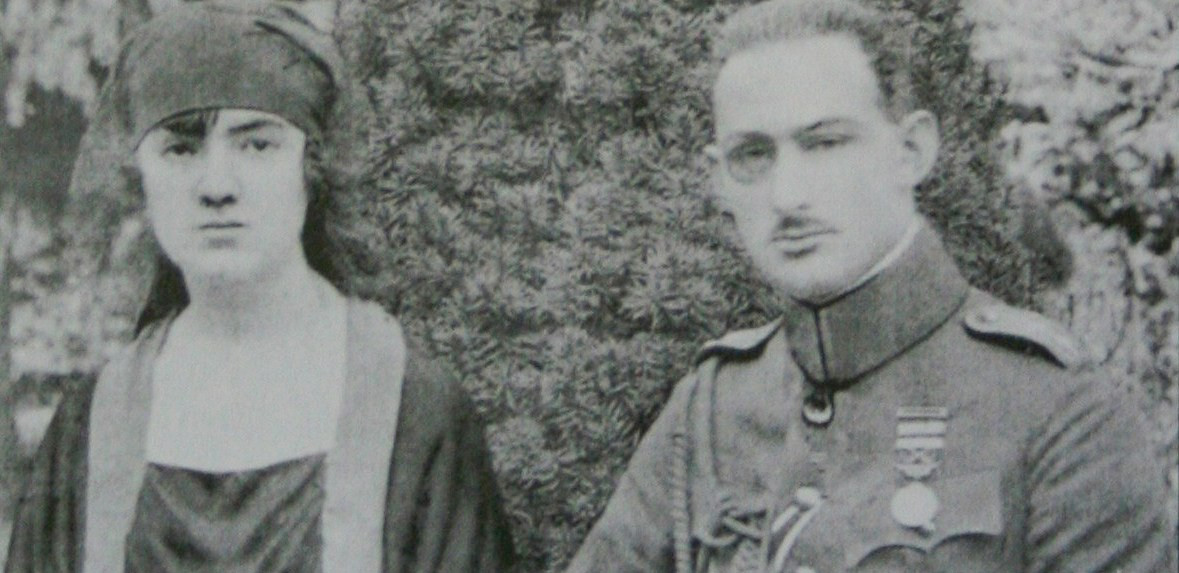
Ömer Faruk und seine erste Frau Sabiha

Nach seiner Rückkehr nach Istanbul verliebte sich Şehzade Ömer Faruk in Sabiha Sultan, eine Tochter von Mehmed VI. und Nazikeda Kadın. Als Abdülmecid für seinen Sohn um Sabihas Hand anhielt, lehnte Sultan Mehmed VI. ab, da die beiden Cousin und Cousine waren. Doch die Mutter des Prinzen Şehsuvar sprach mit Sabihas Mutter und man einigte sich auf eine Hochzeit.
Die Vermählung fand am 5. Dezember 1919 im Pavillon der heiligen Reliquien im Topkapı-Palast unter Leitung des Şeyhülislam Hayrizade Ibrahim Efendi statt. Sabiha Sultans Trauzeuge war Başkatip Ali Fuad Bey und Ömer Faruks Trauzeuge war Ömer Yaver Pascha. Der Hochzeitsempfang fand vier Monate später am 29. April 1920 im Yıldız-Palast statt.
Zehn Tage nach der Hochzeit im Mai 1920 zogen Faruk und Sabiha in eine Villa in Rumeli Hisarı. Im Oktober desselben Jahres erwarb Mehmed VI. in Nişantaşı zwei Häuser, die als Zwillingspaläste bekannt waren. Das eine Haus gab er Ulviye Sultan, das andere Sabiha. Faruk und Sabiha beschlossen, im Winter in Nişantaşı und im Sommer in Rumeli Hisarı zu leben.
Die älteste Tochter des Paares, Neslişah Sultan, wurde am 4. November 1921 im Nişantaşı-Palast geboren. Zwei Jahre später wurde die Tochter Hanzade Sultan am 19. September 1923 im Dolmabahçe-Palast geboren.
Schon 1922 war das Sultanat im Osmanischen Reich abgeschafft worden, und nach Gründung der Republik Türkei wurde 1924 auch das Kalifat abgeschafft, worauf die Familie des Kalifen ausgewiesen wurde. Ömer Faruk ging mit seiner Frau, den Töchtern und seinen Eltern erst in die Schweiz und später nach Frankreich. Sie ließen sich in Nizza nieder, wo am 15. Mai 1926 die Tochter Necla Hibetullah Sultan geboren wurde.
Im Jahr 1940 nahm der Prinz an der Hochzeit seiner Tochter Neslişah Sultan mit Prinz Mohamed Abdel Moneim teil, einem Sohn von Ägyptens letztem Khediven Abbas Hilmi II. Auch die beiden anderen Töchter heirateten ägyptische Prinzen.
Nachdem die Ehe zwischen Sabiha und Ömer Faruk zunehmend schlechter wurde, begann sich der Prinz für Mihrişah Sultan zu interessieren, eine Tochter von Kronprinz Şehzade Yusuf Izzeddin. Ömer Faruk ließ sich am 5. März 1948 nach 28 Jahren Ehe von Sabiha scheiden und heiratete nur wenige Monate später am 31. Juli 1948 in einer religiösen Zeremonie Mihrişah. In die Ehevereinbarung wurde ihr Recht auf Scheidung ausdrücklich aufgenommen. Die Ehe hielt nicht lange und Mihrişah machte von der Klausel bald Gebrauch. Der Prinz soll später verbittert zu Freunden gesagt haben, er habe sich „von der schönsten Frau der Welt scheiden lassen, um die hässlichste Frau der Welt zu heiraten.“
Ömer Faruk starb 1969 in Kairo. Sein Leichnam wurde nach Istanbul überführt und in der Türbe von Sultan Mahmud II. beigesetzt.

## Auszeichnungen
- Hanedan-ı Âli-ı Osman, juwelenbesetzt[30]
- Osmanje-Orden, 1. Klasse[30]
- Mecidiye-Orden, 1. Klasse[30]
- Imtiyaz-Medaille in Silber[30]
- Hicaz-Demiryolu-Medaille in Gold[30]
- Iftikhar-Sanayi-Medaille[30]
- Eiserner Halbmond[30]
- Liakat-Medaille in Silber[30]
- 1918: Österreichisch-kaiserlicher Leopold-Orden, Großkreuz[31]
- Eisernes Kreuz[32]
- Roter Adlerorden, 1. Klasse[33]